# Big White Cloud
„Big White Cloud“ je píseň velšského hudebníka a hudebního skladatele Johna Calea. Poprvé vyšla jako čtvrtá píseň v pořadí na jeho debutovém albu Vintage Violence v březnu 1970. Dne 3. listopadu toho roku pak píseň vyšla na singlu, přičemž na jeho straně B byla „Gideon's Bible“ rovněž z alba Vintage Violence.
Píseň byla nahrána spolu s ostatními z alba Vintage Violence ve dnech 27. a 29. října 1969 v neznámém studiu v New Yorku. O produkci se staral Cale spolu s Lewisem Merensteinem. Vedoucím producentem byl John McClure. V roce 1994 vyšla píseň jako součást kompilace Seducing Down the Door: A Collection 1970–1990.
V roce 2007 byla píseň nahrána znovu pro film Sejmi eso (oproti původní verzi byla delší a byla doplněna o různé efekty). Vedle Calea samotného v této verzi hráli ještě Dustin Boyer (kytara), Joseph Karnes (baskytara) a Michael Jerome (bicí). Tato verze v roce 2007 vyšla pouze jako elektronický download, ale brzy poté pak i na 7" vinylové desce jako bonus ke koncertnímu albu Circus Live.
Roku 2018 byla píseň použita v epizodě „Birds of a Feather“ seriálu Dva světy.